# Національний характер
Національний характер — сукупність психологічно-ментальних та поведінкових ознак, особливостей, притаманних певній етнонаціональній спільності.
Уперше вивчення психологічних особливостей окремих етнічних груп здійснювалося Школою психології народів, що виникла в Німеччині в середині XIX ст. Для означення специфічних психологічних властивостей того чи іншого етносу Лазарус і Штейнталь, наслідуючи Гегеля й німецьких романтиків, уживали поняття «дух народу». Дослідженню цього питання присвячено й фундаментальну працю Вундта «Психологія народів», де розглядають специфічні особливості глибинних шарів психологічного життя представників різних людських спільнот. У XX ст. дослідження національноuо характеру здійснюється переважно в рамках неофрейдизму та націології. Юнг, зокрема, виводить наявність психологічних відмінностей народів зі своєї концепції архетипів, пов'язуючи їх існування з функціонуванням у підсвідомому певних психологічних структур, що зумовлюють особливі поведінкові прояви і є спільними для представників якогось великого угрупування.
Питання національноuо характеру найбільшою мірою привертало увагу народів, що зазнавали національного гноблення і для яких актуальним було виявлення всіх чинників, що впливали на перебіг національно-визвольної боротьби. Намагаючись виявити умови, за яких уможливлюється досягнення національної незалежності і причини попередніх поразок, українські мислителі — політики-державники, філософи, психологи, представники інших наукових галузей — звертались до особливостей української національної ментальності й психології.
Від середини XIX ст. в Україні бурхливими темпами розвивається етнопсихологія, основоположні ідеї якої сформульовані в роботах історіографічного та культурознавчого характеру (Костомаров, Липинський, Щербаківський, Липа, Чижевський, Мірчук, Крупницький, Ярема, Феденко). Філософські аспекти функціонування мови як чинника етнопсихологічних феноменів досліджувалися у роботах Потебні. Безпосередньо проблемам національного характеру в межах етнопсихології як міждисциплінарного напряму наукових досліджень на українському ґрунті присвячено роботи Кульчицького, Цимбалистого, Яніва, Шлемкевича та інших.